# Моншики
Монши́ки (порт. Monchique; /mõ'ʃik(ɨ)/) — посёлок городского типа в Португалии, центр одноимённого муниципалитета в округе Фару. Численность населения — 5,4 тыс. жителей (посёлок), 6,4 тыс. жителей (муниципалитет). Посёлок и муниципалитет входят в регион Алгарви и субрегион Алгарви. Часть городской агломерации Большое Алгарви.

## Расположение
Посёлок расположен на живописных холмах гряды Серра-ди-Моншики, между двумя её самыми высокими точками: горой Фоя (902 м) и горой Пикота.
Расстояние до:
- Лиссабон — 163 км,
- Фару — 64 км.
- Бежа — 100 км

Муниципалитет граничит:
- на севере — муниципалитет Одемира
- на востоке — муниципалитеты Силвеш
- на юге — муниципалитет Портиман
- на юго-западе — муниципалитет Лагуш
- на западе — муниципалитет Алжезур

## Население
| Население муниципалитета Моншики (1801—2004) | Население муниципалитета Моншики (1801—2004) | Население муниципалитета Моншики (1801—2004) | Население муниципалитета Моншики (1801—2004) | Население муниципалитета Моншики (1801—2004) | Население муниципалитета Моншики (1801—2004) | Население муниципалитета Моншики (1801—2004) | Население муниципалитета Моншики (1801—2004) | Население муниципалитета Моншики (1801—2004) |      |
| -------------------------------------------- | -------------------------------------------- | -------------------------------------------- | -------------------------------------------- | -------------------------------------------- | -------------------------------------------- | -------------------------------------------- | -------------------------------------------- | -------------------------------------------- | ---- |
| 1801                                         | 1849                                         | 1900                                         | 1930                                         | 1960                                         | 1981                                         | 1991                                         | 2001                                         | 2004                                         | 2006 |
| 4658                                         | 6891                                         | 11 517                                       | 14 205                                       | 14 779                                       | 9609                                         | 7309                                         | 6974                                         | 6666                                         | 6441 |

## История
Посёлок основан в 1773 году.

## Достопримечательности
Городок является одним из самых крупных оздоровительных курортов страны. В четырёх километрах южнее в городке Калдаш-ди-Моншики расположены горячие минеральные источники и находится санаторий, в котором можно пройти курс лечения или профилактики минеральной водой.

### Архитектурные памятники
- Францисканский монастырь Святой Девы Марии (Convento de Nossa Senhora do Desterro)
- Позорный столб Моншики (Pelourinho de Monchique)
- Церковь Богородицы в Моншики (Igreja Matriz de Monchique)
- Церковь Святого Себастьяна в Моншики (Igreja de São Sebastião)
- Церковь Дома Милосердия в Моншики (Igreja da Misericórdia de Monchique)
- Часовня Иисуса Христа (Ermida do Senhor dos Passos)
- Исторический центр Моншики (Centro Histórico)

### Другие интересные места
- Парк Омега (Omega Parque)
- Парк Мина (Parque da Mina)
- Горячие минеральные источники (Caldas de Monchique)
- Гора Фоя (Serra da Fóia)
- Гора Пикота (Serra da Picota)

## Экономика
Сельское хозяйство, деревообработка, свиноводство, кустарные промыслы и обслуживание туристов — основные отрасли местной экономики.
В городке имеется фабрика по производству шерсти.
Пшеница, просо, рожь, бобы, апельсины, вино, оливковое масло и каштаны — главная продукция сельскохозяйственного сектора.

## Транспорт
Через посёлок проходит автодорога № 266.

## Районы
| Фрегезии (районы) муниципалитета Моншики | Фрегезии (районы) муниципалитета Моншики | Фрегезии (районы) муниципалитета Моншики | Фрегезии (районы) муниципалитета Моншики | Фрегезии (районы) муниципалитета Моншики | Фрегезии (районы) муниципалитета Моншики | Фрегезии (районы) муниципалитета Моншики |
| ---------------------------------------- | ---------------------------------------- | ---------------------------------------- | ---------------------------------------- | ---------------------------------------- | ---------------------------------------- | ---------------------------------------- |
| №                                        | Наименование                             | Оригинальное наименование                | Кол-во жителей чел.(2001)                | Территория км²                           | Плотность чел./км²                       | Почтовый индекс                          |
| 1                                        | Алферсе                                  | Alferce                                  | 512                                      | 95,31                                    | 5,37                                     | 8550-000 ALFERCE                         |
| 2                                        | Мармелете                                | Marmelete                                | 1087                                     | 147,67                                   | 7,36                                     | 8550-000 MARMELETE                       |
| 3                                        | Моншике                                  | Monchique                                | 5375                                     | 153,17                                   | 35,09                                    | 8550-000 MONCHIQUE                       |

## Фотогалерея

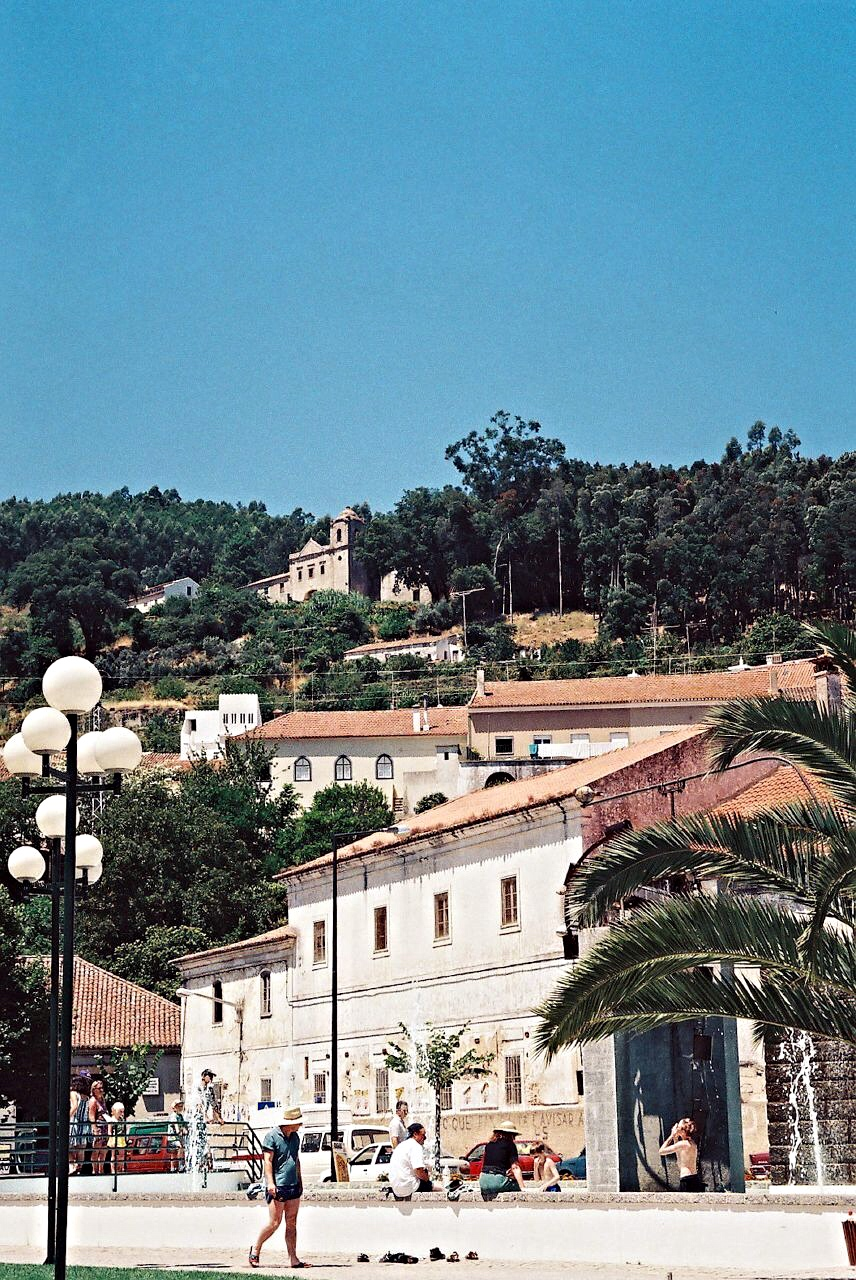
Моншики
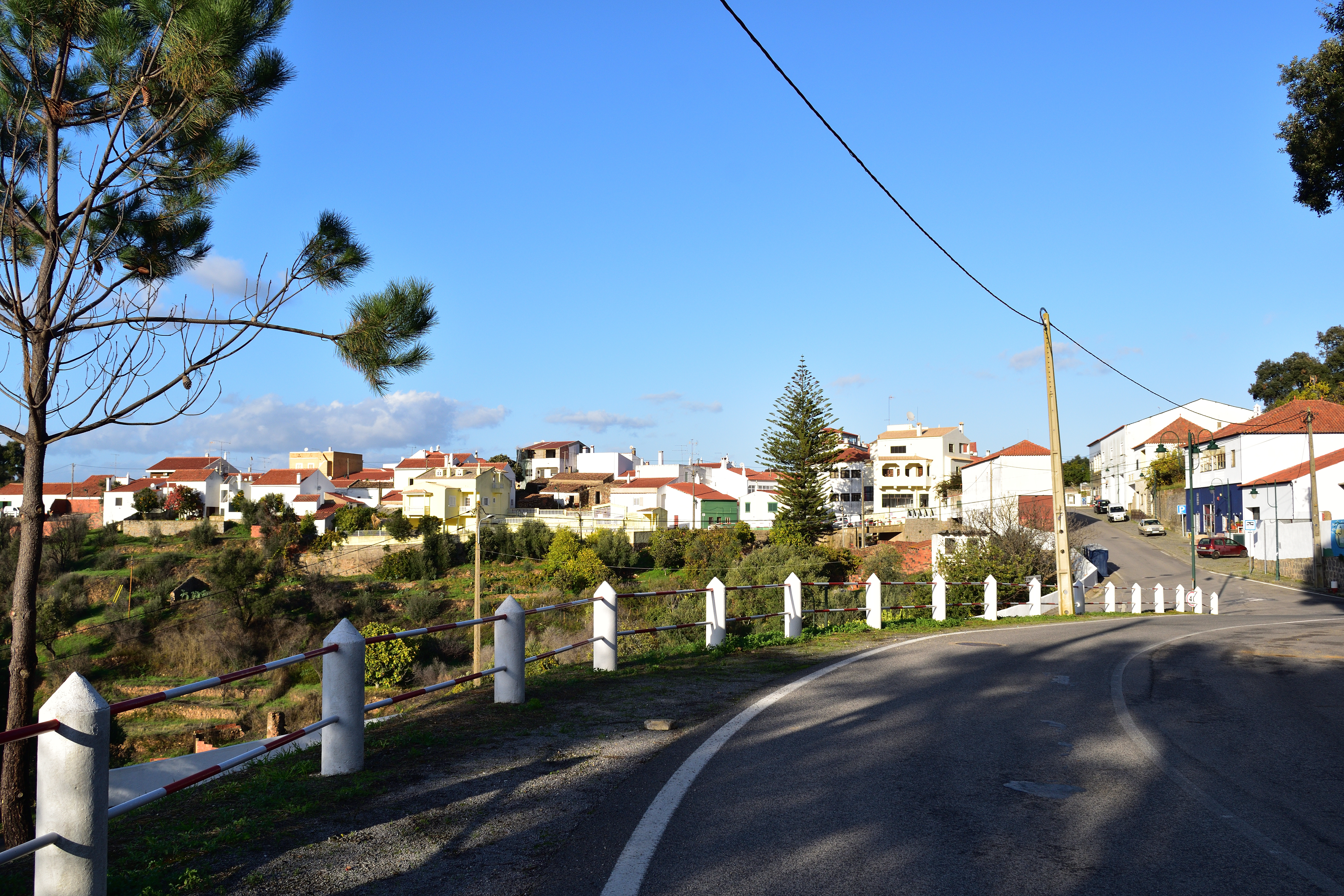
Вид на Альферсе
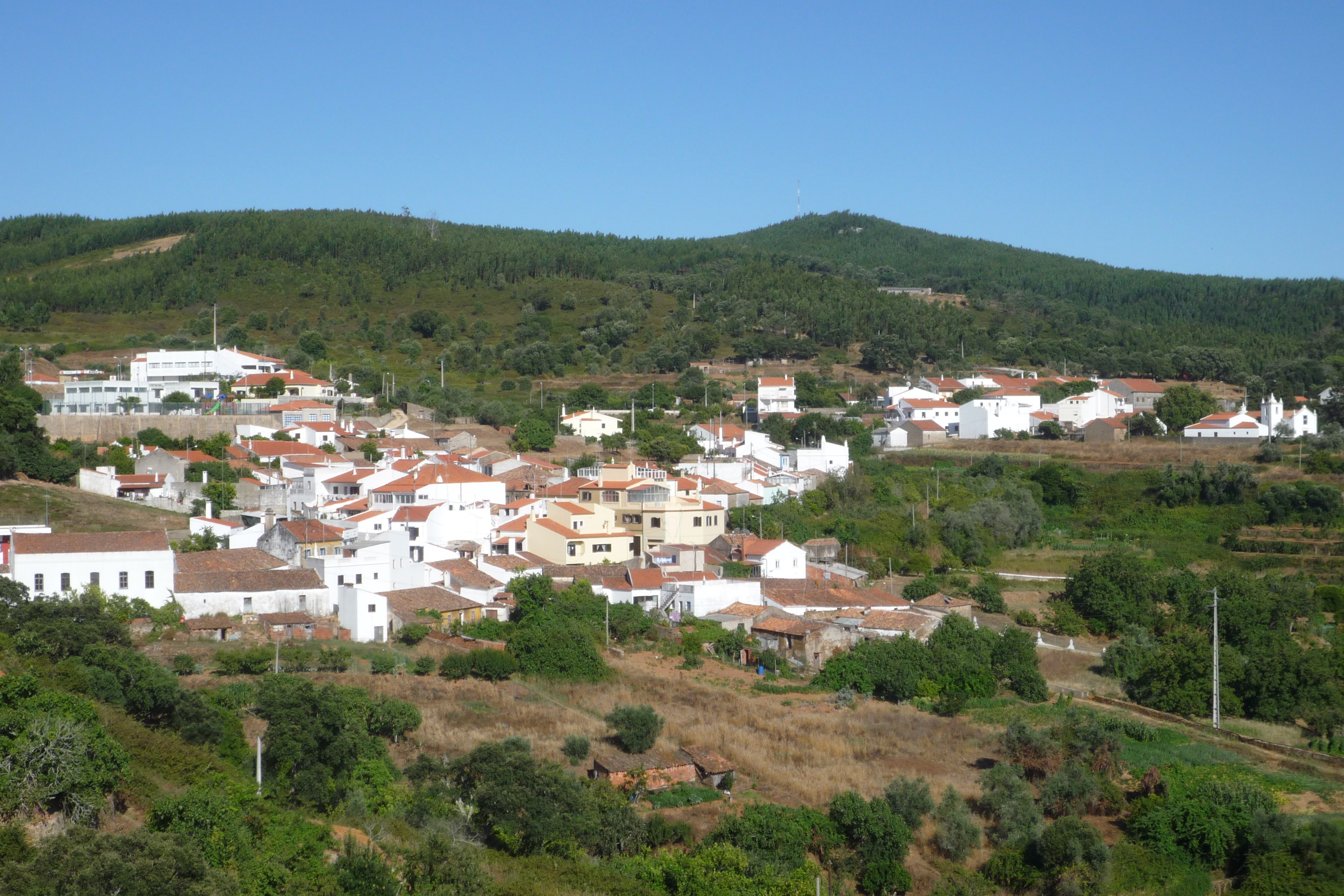
Вид на Мармелете
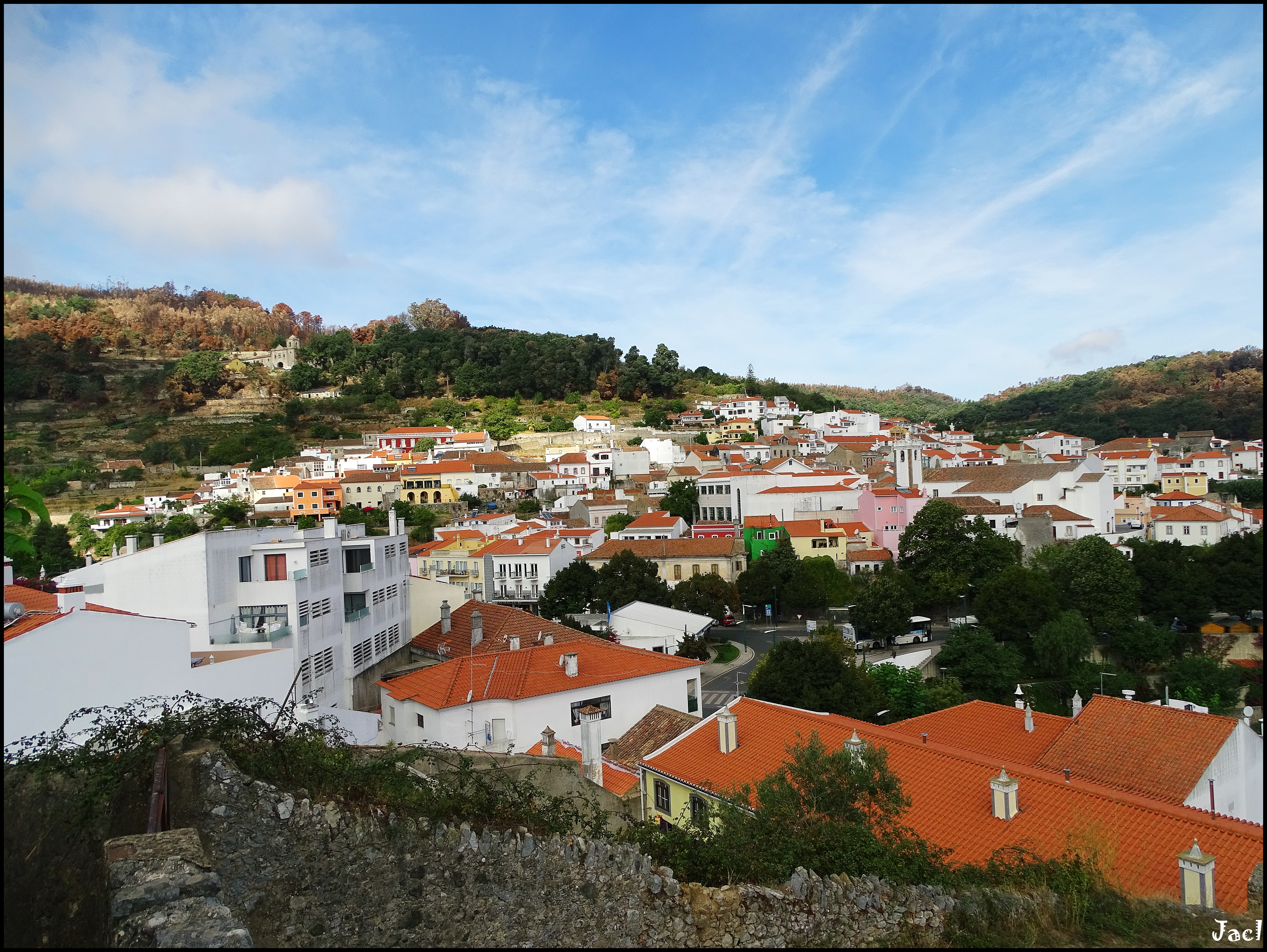
Вид на Моншике
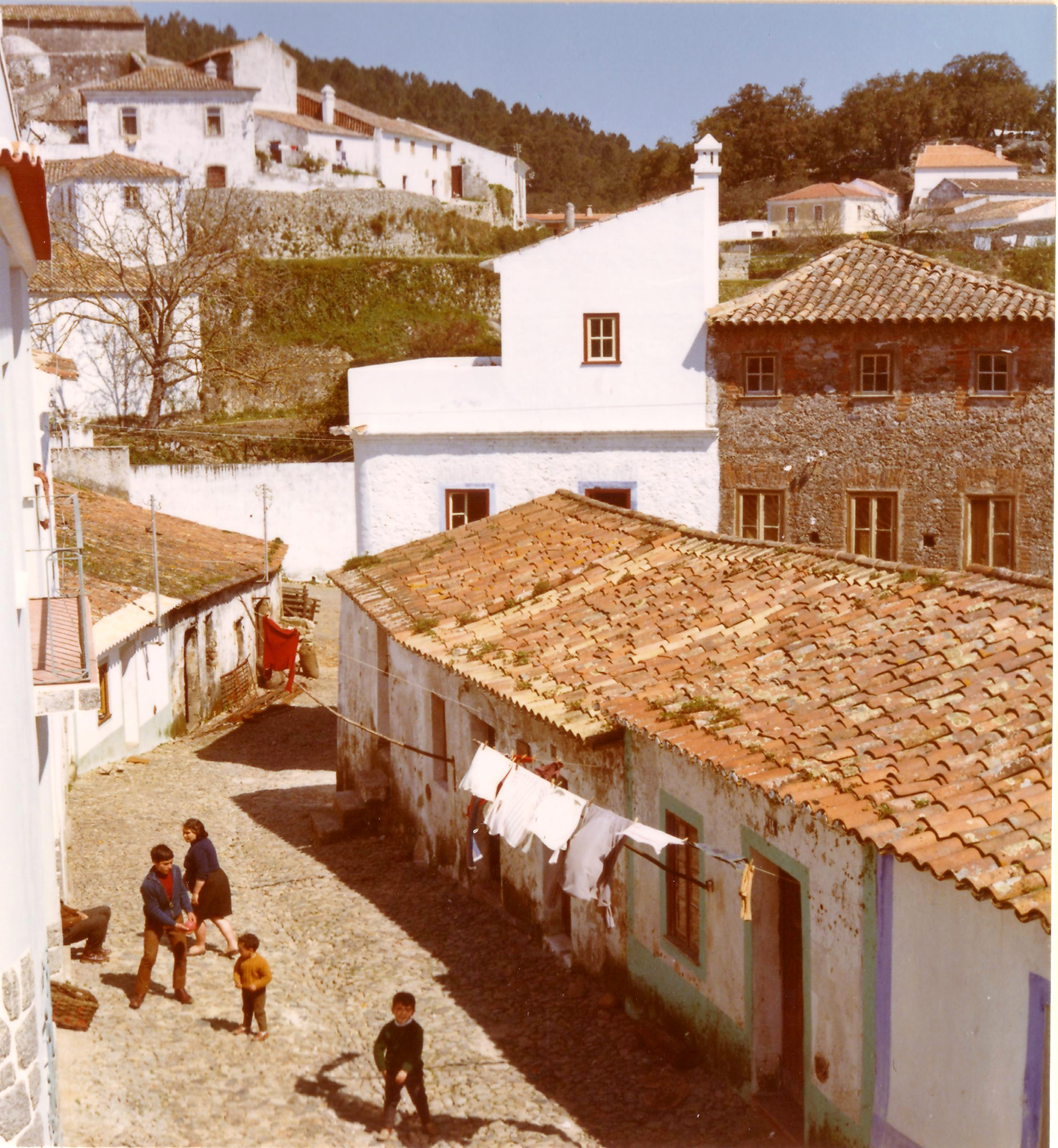
Улочки Моншики